# Cerambyx miles
Cerambyx miles är en skalbaggsart som beskrevs av Franco Andrea Bonelli 1823. Cerambyx miles ingår i släktet ekbockar, och familjen långhorningar.
Artens utbredningsområde är:
- Frankrike.
- Portugal.

Inga underarter finns listade.

## Bildgalleri

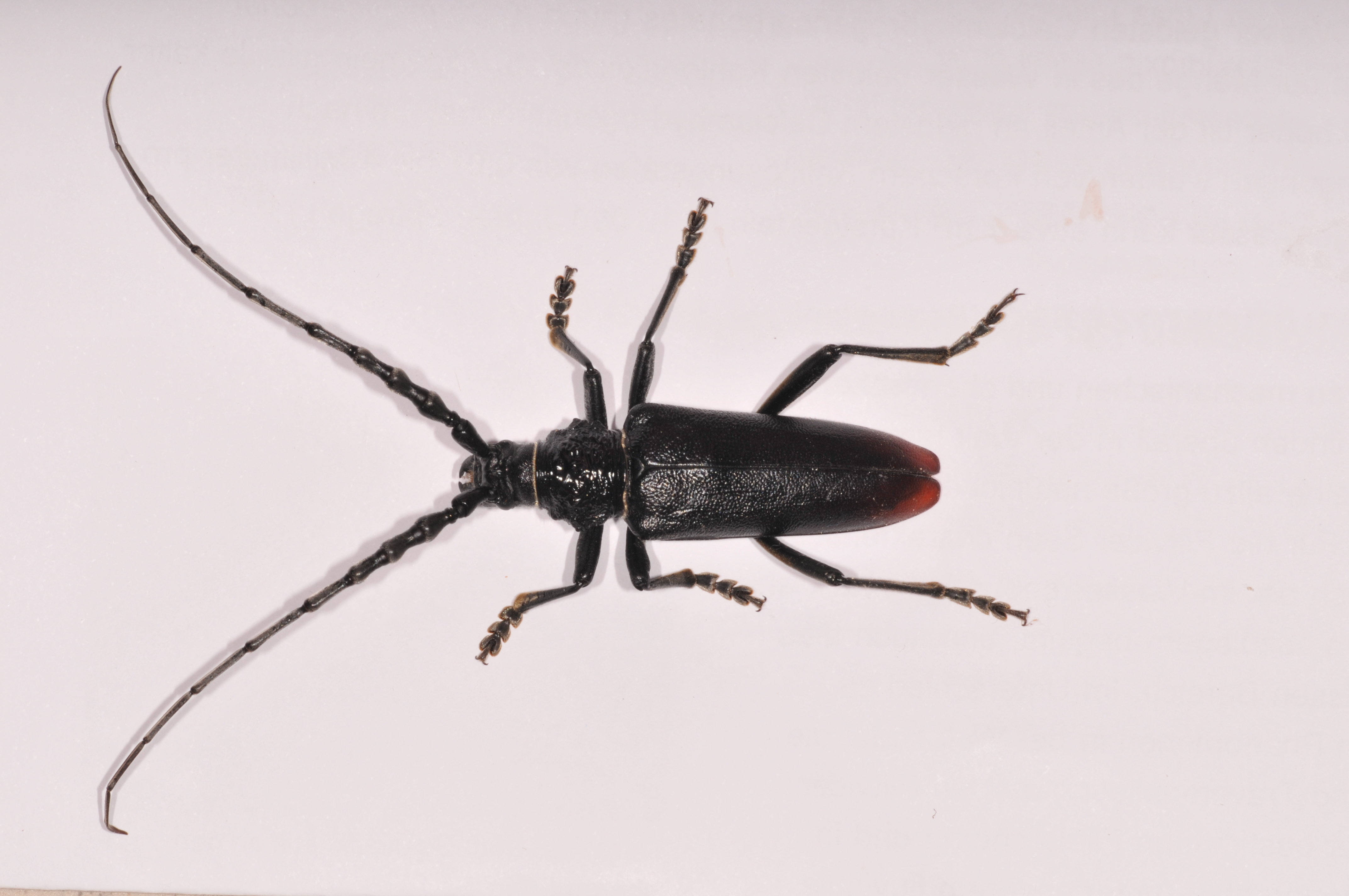
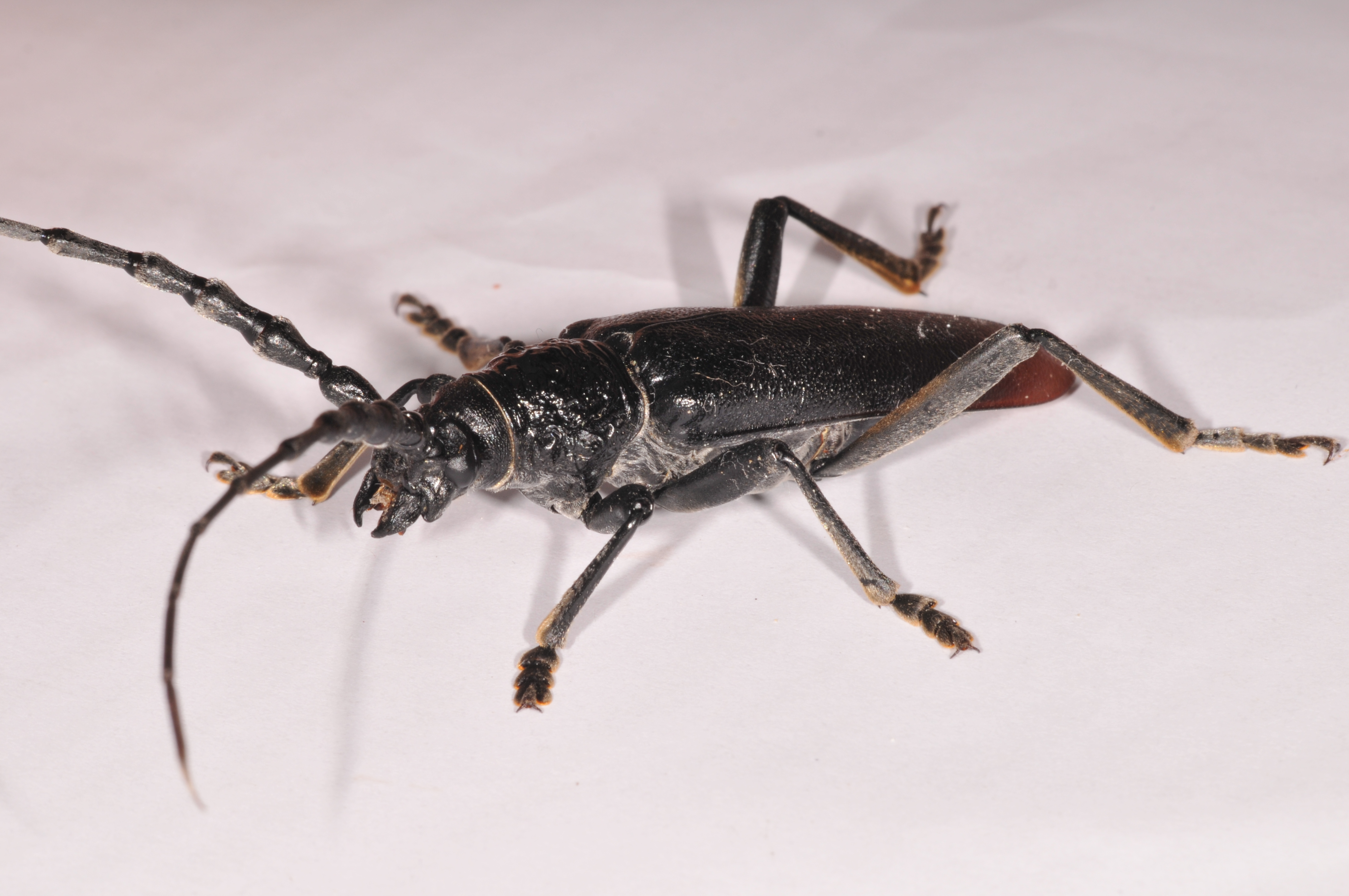
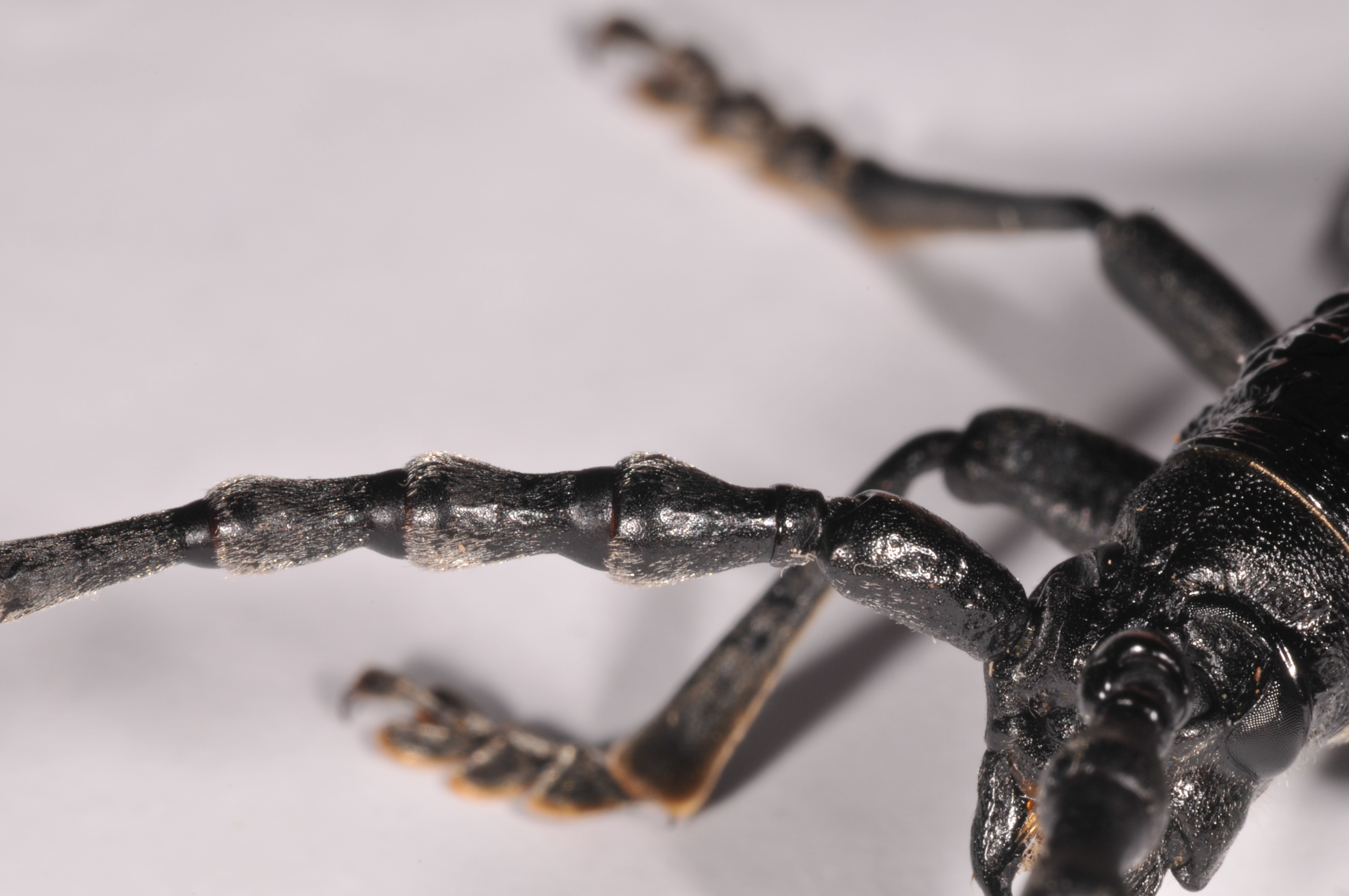
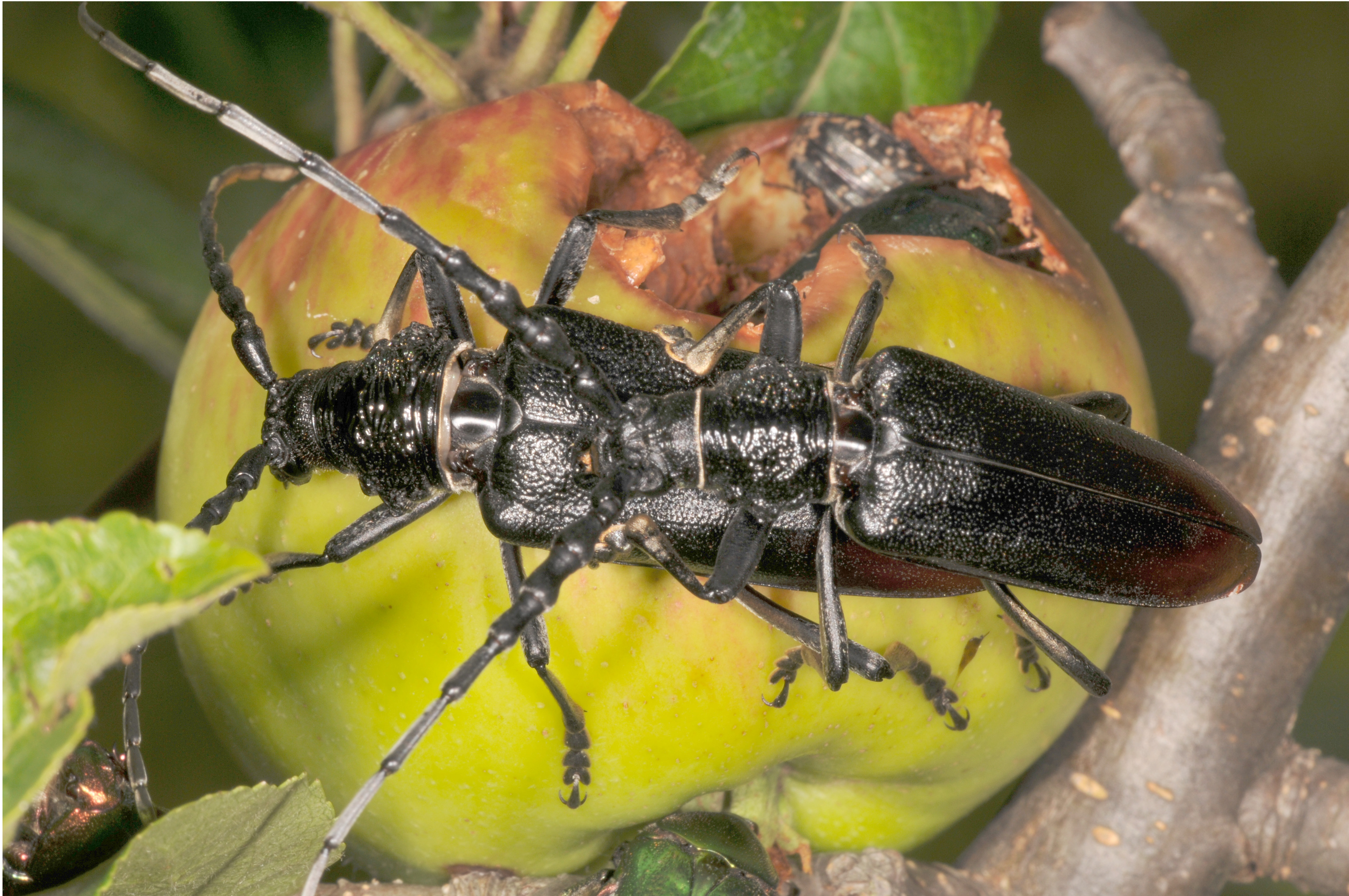
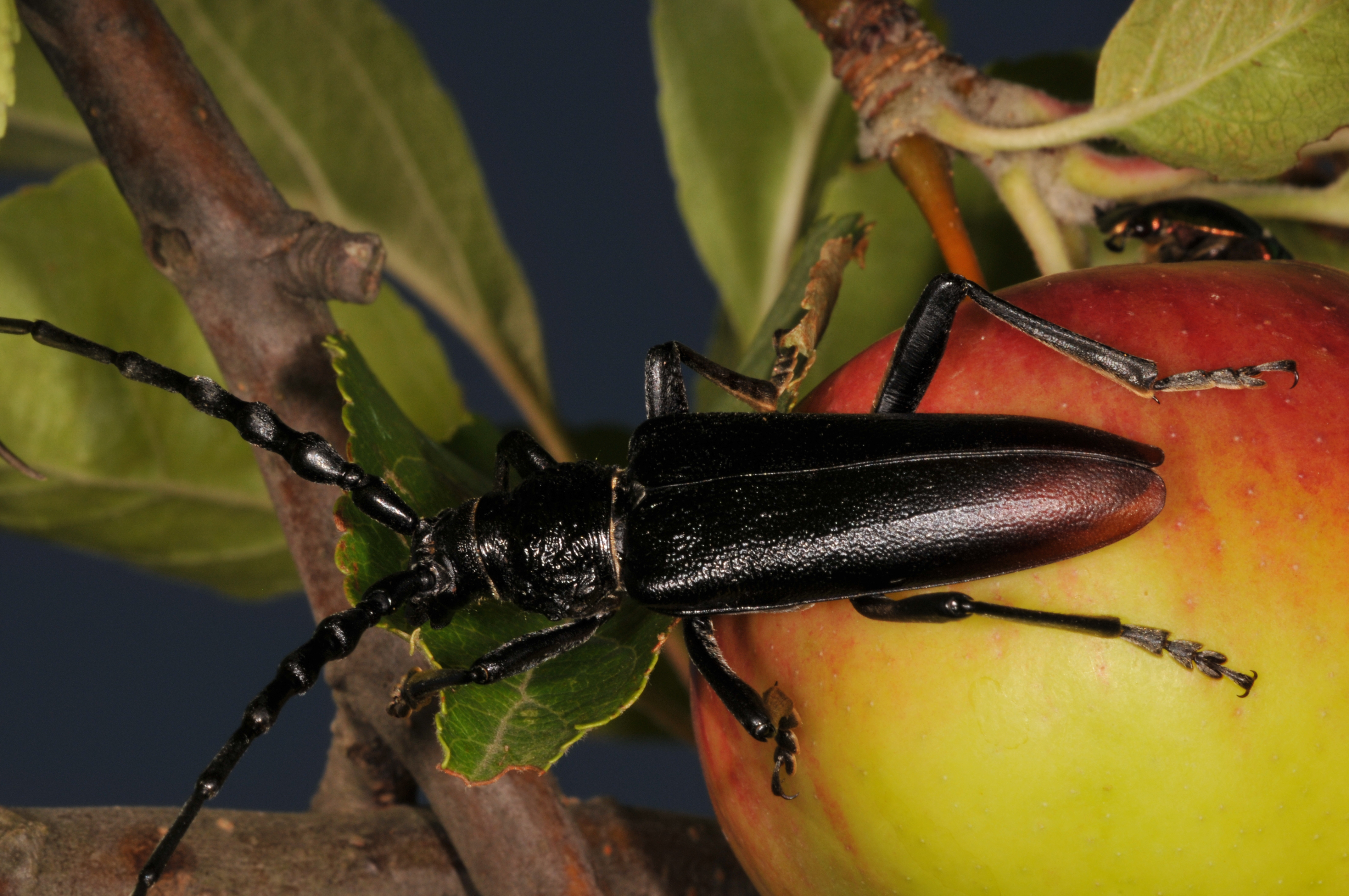